# 單溥元
單溥元（?—?），安徽省廬州府合肥縣人，清朝政治人物。
光緒二十年（1894年），参加光緒甲午科殿試，登進士二甲129名。同年五月，授内阁中书。出江苏候补同知。有《旧读不厌斋已末诗稿》。